# Distretto di Musakhel (Pakistan)
Il distretto di Musakhel è un distretto del Belucistan, in Pakistan, che ha come capoluogo Musakhel. Nel 1998 possedeva una popolazione di 134.056 abitanti.